# Néré
Néré – miejscowość i gmina we Francji, w regionie Nowa Akwitania, w departamencie Charente-Maritime.
Według danych na rok 1990 gminę zamieszkiwały 752 osoby, a gęstość zaludnienia wynosiła 25 osób/km² (wśród 1467 gmin regionu Poitou-Charentes Néré plasuje się na 405. miejscu pod względem liczby ludności, natomiast pod względem powierzchni na miejscu 166.).